# 小行星9063
小行星9063（9063 Washi）是一颗围绕太阳公转的小行星。1992年12月17日，關勉在藝西天文台发现了此天体。
这颗小行星的绝对星等为249.38055等。